# Чабанівка (роз'їзд)
Чабані́вка — роз'їзд 5 класу Знам'янської дирекції Одеської залізниці
Розташований за 3,5 км від селища Гайове Олександрійського району Кіровоградської області на лінії Знам'янка — Долинська між станцією Шарівка та роз'їздом 50 км.
Роз'їзд був відкритий на лінії Знам'янка-Пасажирська — Долинська в 1908 році.